# 平島敏夫
平島 敏夫（ひらしま としお、1891年（明治24年）11月4日 - 1982年（昭和57年）2月14日）は、日本の政治家、弁護士、教育者。衆議院議員（1期）、参議院議員（3期、自由民主党）、南満洲鉄道副総裁、2代目大東文化大学学長。

## 経歴
宮崎県児湯郡高鍋村（現高鍋町）出身。平島重綱の長男。幼少時より秀才の誉れが高く、高鍋学校（現宮崎県立高鍋高等学校）、宮崎中学校（現宮崎県立宮崎大宮高等学校）から学校推薦で第一高等学校に進学。1918年（大正7年）東京帝国大学法科大学法律学科（英法）卒。内務属、長崎県理事官、南満洲鉄道秘書役、同参事、台湾総督府秘書官兼事務官などを務め、弁護士を経て司法大臣秘書官となる。1932年（昭和7年）郷里の宮崎県から第18回衆議院議員総選挙に立憲政友会公認で立候補して当選する。その後、満洲国に渡り、協和会総務部長、錦州省次長を経て、南満洲鉄道に戻り、同理事、副総裁の他、満洲電業理事長などを歴任した。
戦後、公職追放となった。追放解除後は電源開発理事となり、佐久間ダムの補償を担当した。1956年（昭和31年）の第4回参議院議員通常選挙で宮崎県地方区から自由民主党公認で立候補して初当選。連続3期務めた。在任中は運輸、予算、外務の各委員長を歴任した。1974年（昭和49年）の第10回参議院議員通常選挙に出馬せず引退、1982年2月14日死去、90歳。死没日をもって従五位から従三位に叙され、銀杯一組を賜った。
この他、1958年（昭和33年）から1962年（昭和37年）まで大東文化大学学長を務めた。

## 栄典
- 1965年 - 勲二等瑞宝章[1]（勲四等からの昇叙[6]）
- 1970年 - 勲二等旭日重光章[1]
- 1982年 - 従三位、銀杯一組